# Rajd Karkonoski 2008
23. Rajd Karkonoski – 23. edycja Rajdu Karkonoskiego. Był to rajd samochodowy rozgrywany od 29 do 31 sierpnia 2008 roku. Bazą rajdu było miasto Wojcieszyce. Była to siódma runda Rajdowych Samochodowych Mistrzostw Polski w roku 2008. Rajd składał się z dwunastu odcinków specjalnych.

## Wyniki końcowe rajdu[1]
| Miejsce | Kierowca             | Pilot                 | Samochód                 | Czas      | Strata   | Grupa Klasa | Punkty |
| ------- | -------------------- | --------------------- | ------------------------ | --------- | -------- | ----------- | ------ |
| 1       | Bryan Bouffier       | Xavier Panseri        | Peugeot 207 S2000        | 1:44:36.7 | -        | S2000       | 11     |
| 2       | Kajetan Kajetanowicz | Maciej Wisławski      | Mitsubishi Lancer Evo IX | 1:46:34.8 | +1:58.1  | N4          | 8      |
| 3       | Tomasz Kuchar        | Daniel Dymurski       | Peugeot 207 S2000        | 1:47:09.9 | +2:33.2  | S2000       | 6      |
| 4       | Michał Bębenek       | Grzegorz Bębenek      | Mitsubishi Lancer Evo IX | 1:47:14.0 | +2:37.3  | N4          | 5      |
| 5       | Paweł Dytko          | Maciej Gleixner       | Mitsubishi Lancer Evo IX | 1:48:41.4 | +4:04.7  | N4          | 4      |
| 6       | Patrik Flodin        | Göran Bergsten        | Subaru Impreza STi N14   | 1:49:56.7 | +5:20.0  | N4          | 3      |
| 7       | Tomasz Czopik        | Łukasz Wroński        | Mitsubishi Lancer Evo IX | 1:49:59.4 | +5:22.7  | N4          | 2      |
| 8       | Andrzej Mancin       | Jakub Gerber          | Mitsubishi Lancer Evo IX | 1:52:18.8 | +7:42.1  | N4          | 1      |
| 9       | Szymon Ruta          | Sebastian Rozwadowski | Subaru Impreza STi N12   | 1:54:19.9 | +9:43.2  | N4          | 0      |
| 10      | Kamil Butruk         | Maciej Wilk           | Mitsubishi Lancer Evo IX | 1:54:40.0 | +10:03.3 | N4          | 0      |